# اقتصاد إريتريا
اقتصاد إريتريا شهد نمواً كبيراً في السنوات الأخيرة، ويشهد بذلك تحسن الناتج المحلي الإجمالي في أكتوبر 2012 7.5 في المئة خلال عام 2011. على أية حال يقدر عامل التحويلات من الخارج حوالي 32 في المئة من الناتج المحلي الإجمالي. وإريتريا لديها كمية كبيرة من الموارد مثل النحاس والذهب والجرانيت والرخام، والبوتاس. وقد شهد الاقتصاد الاريتري تغيرات متطرفة بسبب حرب الإستقلال الإريتيرية.

## التاريخ الاقتصادي
تميز النمو في إريتريا مؤخرًا بتقلب كبير، ويرجع ذلك جزئيًا إلى اعتماد الاقتصاد على قطاع الزراعة البعلية، وتشير التقديرات إلى أن نمو الناتج المحلي الإجمالي قد تعافى إلى حوالي 12٪ في 2018، بينما بلغ متوسطه -2.7٪ خلال 2015-2018.
في السنوات الأخيرة ، شددت إريتريا السياسة المالية بشكل كبير لعكس العجز المزمن الذي عانت منه بعد زيادة انعدام الأمن الإقليمي في عام 1998. وفي عام 2018، اتسع الفائض المالي إلى حوالي 11٪ من الناتج المحلي الإجمالي في عام 2018. ولا تزال آفاق النمو صعبة بالنظر إلى القيود المالية ومحدودية الفرص في ظل القيود القائمة. ومن المتوقع أن يتباطأ الانتعاش الزراعي. ولا تزال البلاد في وضع اقتصادي صعب مع عبء الديون.

## القطاعات

### الزراعة وصيد السمك

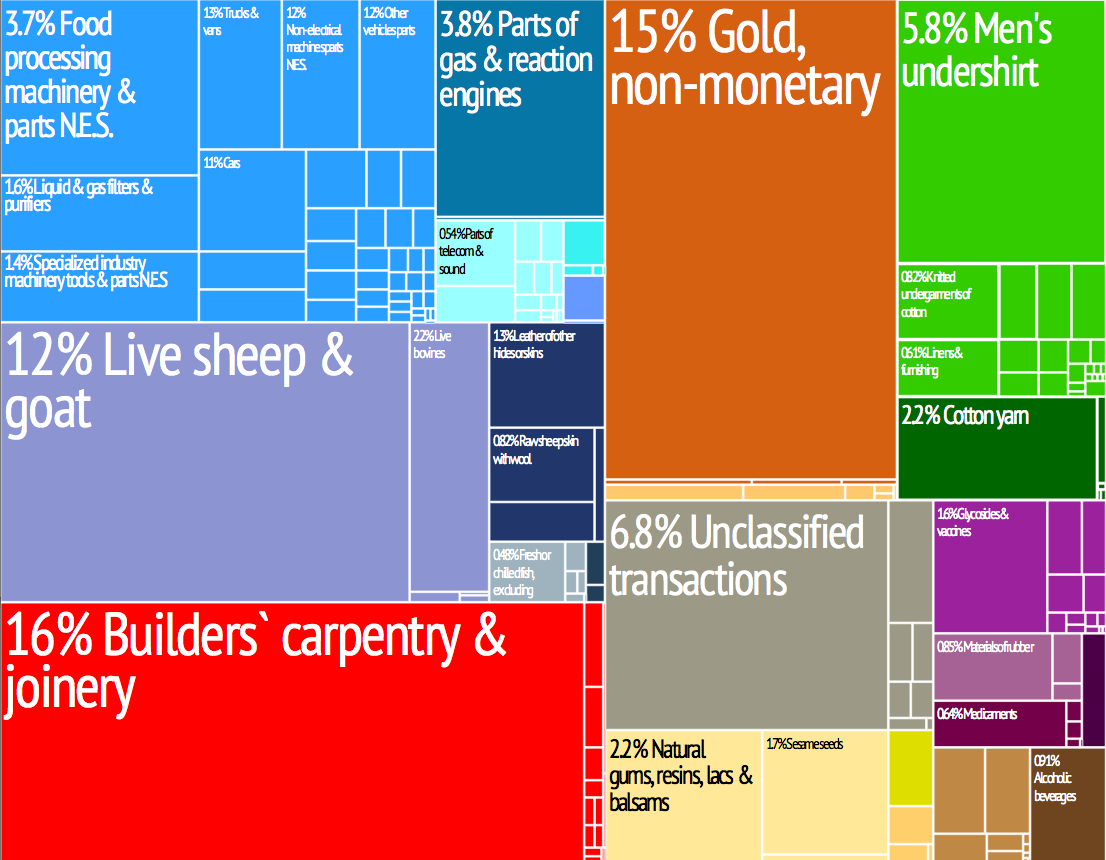
تمثيل نسبي لصادرات إريتريا

في عام 2004، عمل في الزراعة ما يقرب من 80 في المائة من السكان ولكنها كانت تمثل 12.4 في المائة فقط من الناتج المحلي الإجمالي في إريتريا. تحسن القطاع الزراعي مع استخدام المعدات والتقنيات الزراعية الحديثة وإنشاء السدود.  والمنتجات الرئيسة هي الذرة، الشعير، الفول، منتجات الألبان، العدس، اللحوم، الدخن، الجلود والقمح. وإدى تهجير مليون إريتري نتيجة الحرب مع إثيوبيا وانتشار الألغام دورًا في انخفاض إنتاجية القطاع الزراعي. في الوقت الحالي ما يقرب من ربع الأراضي الصالحة لزراعة لا تزال شاغرة بسبب الآثار المتبقية للحرب مع إثيوبيا.
على الرغم من أن الاحتطاب ليست نشاطًا اقتصاديًا مهمًا في إريتريا، إلا أن مساحة الغابات فيها تغطي مساحة 1,585,000 هكتار (3,920,000 فدان)، أو 13.5٪ من إجمالي مساحة الأرض. بلغ إجمالي إنتاج الأخشاب في عام 2004 1,266,000 متر مكعب.
يصعب الحصول على أرقام موثوقة عن حجم صيد الأسماك في إريتريا. يوفر الخط الساحلي الطويل لإريتريا فرصة لتوسع كبير في صيد الأسماك،  وهناك أمل في أن بناء مطار جديد في مصوع، وكذلك إعادة تأهيل الميناء، قد يدعم زيادة صادرات الأسماك. وفي عام 2002، كانت صادرات الأسماك حوالي 14000 طن.

### السياحة
شكلت السياحة 2٪ من اقتصاد إريتريا حتى عام 1997. وبعد عام 1998، انخفضت عائدات السياحة إلى ربع مستويات 1997. وفي عام 2006 شكلت أقل من 1٪ من الناتج المحلي الإجمالي للبلاد. ويرجع ذالك إلى عدم الاستقرار السياسي ووجود أعداد كبيرة من الألغام والتوترات المستمرة التي تشتعل بين إريتريا وإثيوبيا إلى ردع تطور السياحة في إريتريا.